# Бад Ајлзен
Бад Ајлзен (њем. Bad Eilsen) општина је у њемачкој савезној држави Доња Саксонија. Једно је од 38 општинских средишта округа Шаумбург. Према процјени из 2010. у општини је живјело 2.254 становника. Посједује регионалну шифру (AGS) 3257005.

## Географски и демографски подаци
Бад Ајлзен се налази у савезној држави Доња Саксонија у округу Шаумбург. Општина се налази на надморској висини од 133 метра. Површина општине износи 2,5 km². У самом мјесту је, према процјени из 2010. године, живјело 2.254 становника. Просјечна густина становништва износи 916 становника/km².